# Politburó
El politburó (del ruso политбюро politbiuró, contracción de политическое бюро politícheskoye biuró 'oficina política') o buró político se refiere al máximo órgano ejecutivo de distintos partidos políticos, especialmente de partidos comunistas. En la Unión Soviética y en varios países socialistas, el Politburó fue el máximo órgano de poder. Oficialmente, el Congreso del Partido elige un Comité Central que, a su vez, elige al Politburó y al secretario general en un proceso denominado centralismo democrático. El Politburó era teóricamente responsable ante el Comité Central.
En los estados marxista-leninistas, el partido es visto como la vanguardia del pueblo y desde eso se legitima para liderar el Estado. Esencialmente, los funcionarios del partido en el Politburó dirigen informalmente el Estado.
El primer politburó fue creado en Rusia por el Partido Bolchevique en 1917 para proporcionar un liderazgo fuerte y continuo durante la Revolución rusa que tuvo lugar durante el mismo año. El primer Politburó tenía siete miembros: Lenin, Zinóviev, Kámenev, Trotski, Stalin, Sokólnikov y Búbnov. Durante el siglo XX, las naciones que tenían un politburó incluían la URSS, Alemania Oriental, Afganistán, Checoslovaquia y China, entre otras. Hoy, hay cinco países que aún conservan un sistema de politburó: China, Corea del Norte, Laos, Vietnam y Cuba.

## Politburó en la Unión Soviética
El Politburó (abreviatura de Politicheskoye Buro, o "Buró Político") del Comité Central del Partido Comunista de la Unión Soviética (PCUS) es el órgano clave de elaboración de políticas que dirige el trabajo del Partido entre los plenos del Comité Central. Tiene una larga y accidentada historia, que se remonta incluso a la Revolución de Octubre de 1917.
El 7 de octubre de 1917, Vladímir I. Uliánov, llamándose a sí mismo por su seudónimo, Nikolai Lenin, fue introducido a escondidas en Petrogrado desde el exilio. Tres días más tarde, quince días antes de que comenzara el levantamiento rojo, doce miembros del Comité Central se reunieron con Lenin en el apartamento de G. K. Sujánov en el número 32 del terraplén de Karpovka. Allí comenzaron los febriles preparativos finales para el levantamiento que se avecinaba.
Féliks Dzerzhinski, fundador de la Cheka (precursora del KGB), propuso la formación de un Politburó encabezado por Lenin. Lenin organizó el primer Politburó, compuesto por siete hombres, entre los que se encontraban León Trotski, Iósif Stalin, Lev Kámenev, Grigori Zinóviev, Andréi Búbnov y Grigori Sokólnikov. Este grupo dio orientación política a la revolución, pero se disolvió poco después.
El Politburó no empezó a funcionar como organismo permanente hasta después del VIII Congreso del Partido, en marzo de 1919. Sin embargo, pronto se convirtió en el centro del poder, usurpando el papel del propio Comité Central.
Compuesto hoy por trece hombres y nunca más de quince, el Politburó incluye a los jefes de los organismos superiores del Partido y del Estado, así como a las figuras políticas más influyentes y experimentadas del momento. Cada cinco años, en el Congreso del Partido, de una semana de duración, los delegados se reúnen para elegir, entre otras cosas, un nuevo Comité Central del PCUS. En 1986, 5.000 delegados, que representaban a casi 20 millones de miembros del Partido, eligieron a 307 miembros y 107 miembros candidatos (sin derecho a voto).
Los Comités Centrales deben celebrar al menos un pleno cada seis meses. El primero de ellos se celebra antes de la clausura del Congreso y tiene como único objetivo elegir un nuevo Politburó que lleve a cabo la política general del Partido. También se elige un nuevo Secretariado que se encargará del trabajo diario del Partido a través de los departamentos.
Aunque parezca sencillo, el proceso de selección del Politburó es un ritual cargado de intrigas y significado político de primer orden. El poder definitivo está en manos de este pequeño grupo. Las cuestiones políticas, sociales, económicas y del Partido más importantes se deciden en las reuniones del Politburó.

### Funcionamiento
El Politburó funciona sobre la base del "centralismo democrático", es decir, la "estricta disciplina del Partido y la subordinación de la minoría a la mayoría" y el "compromiso incondicional con las decisiones de los organismos superiores por parte de los inferiores". Esto significa que una vez que la dirección toma una decisión, no se permite ni se tolera la disidencia. Las acciones del Partido están estrictamente subordinadas a un centro: el Politburó.

### Pasado sangriento
Las tensiones en la transferencia de poder en el Politburó desde 1985 palidecen en comparación con las luchas internas del pasado. Comenzando incluso antes de que Lenin muriera en enero de 1924, Stalin y otros dos bolcheviques fundadores -Kámenev y Zinóviev- se unieron para impedir que Trotski asumiera el liderazgo en el periodo posterior a Lenin. A través de su control del Secretariado, Stalin comenzó a sustituir a los partidarios de Trotski por los suyos.
Sin embargo, una vez que detuvo a Trotski, Stalin se volvió contra los propios Kámenev y Zinóviev, uniendo sus fuerzas a las de Nikolái Bujarin, Alekséi Rýkov y Mijaíl Tomski para formar una nueva mayoría. A su vez, Kámenev, Zinóviev y Trotski fueron expulsados del Politburó.
Stalin no había terminado. Habiendo eliminado a los miembros de la llamada "Oposición de Izquierda", Stalin actuó contra Bujarin, Tomski y Rýkov alegando que eran "desviacionistas de derecha". Todos fueron amenazados con la expulsión del Politburó si no se atenían a la línea política de Stalin. Finalmente, fueron despojados de sus cargos.
Un miembro del Politburó, Serguéi Kírov, fue asesinado en 1934, por lo que la investigación del asesinato de Kírov llevó a Stalin a desencadenar una feroz purga en la que perecieron cientos de miles de ciudadanos soviéticos. Entre ellos se encontraban muchos miembros actuales y antiguos del Politburó.

### Maniobras en su interior
Desde la época de la Revolución de Octubre en 1917 hasta el estallido de la guerra en 1941, un total de veintitrés líderes del Partido Comunista accedieron al Politburó. Catorce -casi dos tercios- murieron durante este mismo periodo. Sólo dos -el propio Lenin y una figura menor- murieron en sus camas. Los otros doce -todos ellos figuras importantes de la Revolución- perecieron en las purgas de Stalin. Algunos, desesperados, murieron por sus propias manos.
La lista de los muertos:
- Serguéi Kírov, asesinado en 1934.
- Lev Kámenev, ejecutado en 1936.
- Grigori Zinóviev, ejecutado en 1936.
- Mijaíl Tomski, suicidio 1936.
- Sergó Ordzhonikidze, suicidio 1937.
- Nikolái Krestinski, ejecutado en 1938.
- Alekséi Rýkov, ejecutado en 1938.
- Nikolái Bujarin, ejecutado en 1938.
- Jānis Rudzutaks, ejecutado en 1938.
- Stanislav Kosior, ejecutado en 1938.
- Vlas Chubar, ejecutado en 1939.
- León Trotski, asesinado en 1940.

Después de la guerra, Stalin se volvió de nuevo contra sus allegados. Según Jrushchov, Stalin "tenía planes para acabar con los viejos miembros del Politburó". Andréi A. Andréyev fue expulsado. Kliment Voroshílov fue acusado de ser un espía británico y se le prohibió asistir a las reuniones del Politburó. Viacheslav Mólotov y Anastás Mikoyán estaban bajo sospecha. Sólo la muerte del propio Stalin, en marzo de 1953, impidió otra sangrienta purga.
En 1957, Jrushchov también se enfrentó a una importante oposición de lo que se conoció como el "grupo antipartido", compuesto por Mólotov, Georgiy Malenkov, Lázar Kaganóvich y Maksim Sabúrov. Jruschov, cuestionado en el Politburó (que en aquella época se llamaba Presídium), se dirigió al Comité Central en busca de apoyo. El mariscal Gueorgui Zhúkov, ministro de Defensa, envió aviones militares para llevar a los partidarios de Jrushchov a Moscú para una votación de confrontación. Cuando se realizó el recuento de votos en el pleno del Comité Central, Jrushchov había derrotado a sus oponentes.
Jrushchov recompensó a Zhúkov elevándolo de candidato a miembro de pleno derecho del Politburó. Irónicamente, Zhúkov fue destituido a los cuatro meses por manifestar "tendencias napoleónicas". Hasta 1973, dieciséis años después, ningún ministro de Defensa alcanzaría las filas del Politburó. Sin embargo, esto no impidió que los miembros del Politburó aprobaran una enorme acumulación de armas nucleares y convencionales.
A principios de la década de 1960, el heredero de Jrushchov, Frol Kozlov, amenazó con destituirlo prematuramente. Jrushchov decidió quedarse. Kozlov se vio frustrado y acabó siendo hospitalizado por un ataque al corazón. Cinco meses más tarde, Jruschov fue destituido, acusado por otros miembros del Politburó de "intrigas descabelladas" y "voluntariedad". Leonid Brézhnev, Alekséi Kosyguin y Nikolái Podgorni tomaron las riendas del poder.
Según persistentes rumores, Brézhnev sobrevivió a varios intentos de destitución durante sus dieciocho años de carrera como secretario general soviético en el Kremlin. Siempre consiguió apartar a los conspiradores, pero al final Brézhnev murió por causas naturales en su dacha.
Cinco de los viejos bolcheviques que habían formado parte del Politburó en los tiempos de Lenin y Stalin, antes de la Segunda Guerra Mundial, y que habían logrado sobrevivir a las purgas de Stalin, siguieron viviendo en los años 60, 70 e incluso 80. El último de la tribu, Mob-toy, no falleció hasta bien entrado 1987, tiempo suficiente para que pudiera observar las familiares e intrincadas maniobras entre otro secretario general soviético y su Politburó.